# 14342 Iglika
14342 Iglika este un asteroid din centura principală de asteroizi.

## Descriere
14342 Iglika este un asteroid din centura principală de asteroizi. A fost descoperit pe 23 septembrie 1984 la Smolyan de Violeta G. Ivanova și Vladimir Georgiev Škodrov. Asteroidul prezintă o orbită caracterizată de o semiaxă mare de 2,73 ua, o excentricitate de 0,31 și o înclinație de 9,7° în raport cu ecliptica.